# Happiness Is a Warm Gun
Happiness Is a Warm Gun (englisch für ‚Glück ist eine warme Waffe‘) ist ein Lied der britischen Band The Beatles, das am 22. November 1968 auf dem Album The Beatles (umgangssprachlich: ‚Weißes Album‘) veröffentlicht wurde.

## Entstehung
Das Stück wurde von John Lennon komponiert. Es erschien wie üblich unter dem Copyright von Lennon/McCartney. Der Titel wurde durch die Schlagzeile „Happiness Is a Warm Gun in Your Hand“ einer Waffenzeitschrift inspiriert, auf die George Martin Lennon aufmerksam gemacht hatte. Die Schlagzeile war eine Abwandlung des Titels eines Peanuts-Bandes aus dem Jahr 1962 (Charles Schulz, „Happiness Is a Warm Puppy“). In einem Interview mit dem Musikmagazin Rolling Stone aus dem Jahr 1971 äußerte sich Lennon zu seiner Interpretation des Titels:

“I thought what a fantastic insane thing to say. A warm gun means, you’ve just shot something.”

„Ich dachte, was für eine fantastisch wahnwitzige Aussage. Eine warme Waffe bedeutet, dass man gerade auf etwas geschossen hat.“

Beim Schreiben des Textes erhielt Lennon Unterstützung durch Derek Taylor, damals Pressemanager der Beatles, Neil Aspinall und Peter Shotton, Jugendfreund Lennons und ehemaliges Mitglied der Quarrymen. Die drei steuerten verschiedene Phrasen bei, die Lennon in den Text einbaute. Von Taylor stammte beispielsweise die erste Zeile des Liedes: “She’s not a girl who misses much”.
Happiness Is a Warm Gun gehört zu den Esher-Demos, die Ende Mai 1968 im Haus von George Harrison aufgenommen wurden.
Am Rande einer Europa-Tournee der Doors soll Jim Morrison die Beatles am 23. September 1968 in Westminster während der Aufnahmen des Liedes besucht haben.

## Aufnahme
Die Aufnahmen für das Lied fanden vom 23. bis 25. September 1968 im Studio 2 der Abbey Road Studios statt. Der komplizierte Aufbau des Stücks mit seinen ungewöhnlichen Taktwechseln führte dazu, dass die Gruppe insgesamt 70 Takes benötigte, um die Rhythmusspur aufzunehmen. Die Instrumentierung bestand dabei aus E-Bass (Paul McCartney), Schlagzeug (Ringo Starr) und zwei E-Gitarren (John Lennon und George Harrison). Als Produzent fungierte Chris Thomas, verantwortlicher Tontechniker war Ken Scott. Es stellte sich heraus, dass Take 53 die beste Version für den ersten Teil, Take 65 die beste Version für den Rest des Stücks enthielt. Die Bänder wurden entsprechend geschnitten und zusammengefügt, um die Rhythmusspur zu erzeugen, auf der schließlich die fehlenden Passagen – unter anderem die Gesangsspuren – per Overdub-Verfahren ergänzt wurden.
Es wurden eine Monoabmischung und eine Stereoabmischung hergestellt. Bei der Monoversion variiert die Abmischung der Orgel und des Basses im Vergleich zur gängigen Stereoversion.

## Verwendung in der Kultur
- Der Song wurde von Michael Moore in dessen satirischen Dokumentarfilm Bowling for Columbine verwendet.
- Pipilotti Rist verfremdete den Song für ihre Audio-Video-Installation I’m Not The Girl Who Misses Much (1986).

## Veröffentlichungen
- Am 22. November 1968 erschien in Deutschland das 13. Beatles-Album The Beatles, auf dem Happiness Is a Warm Gun enthalten ist. In Großbritannien wurde das Album ebenfalls am 22. November veröffentlicht, dort war es das zehnte Beatles-Album. In den USA erschien das Album drei Tage später, am 25. November, dort war es das 16. Album der Beatles.
- Am 25. Oktober 1996 wurde auf dem Kompilationsalbum Anthology 3 erstmals das Esher-Demo veröffentlicht.
- Am 9. November 2018 erschien die 50-jährige Jubiläumsausgabe des neu abgemischten Albums The Beatles (Super Deluxe Box), auf dieser befindet sich eine bisher unveröffentlichte Version (Take 19) von Happiness Is a Warm Gun sowie das Esher-Demo in einer neuen Abmischung von Giles Martin und Sam Okell.